# Asplenium × santamariae
Asplenium × santamariae là một loài dương xỉ trong họ Aspleniaceae. Loài này được H.Schaef., Rumsey & Rasbach mô tả khoa học đầu tiên năm 2004.
Danh pháp khoa học của loài này chưa được làm sáng tỏ. 